# Úszás a 2008. évi nyári olimpiai játékokon
A 2008. évi nyári olimpiai játékokon az úszás 34 versenyszámában avattak bajnokot. Ezek közül az előző, a 2004. évi olimpia programjával megegyező harminckét versenyt uszodában bonyolították le, az olimpiák történetében először kiírt hosszútávúszást pedig nyílt vízen.

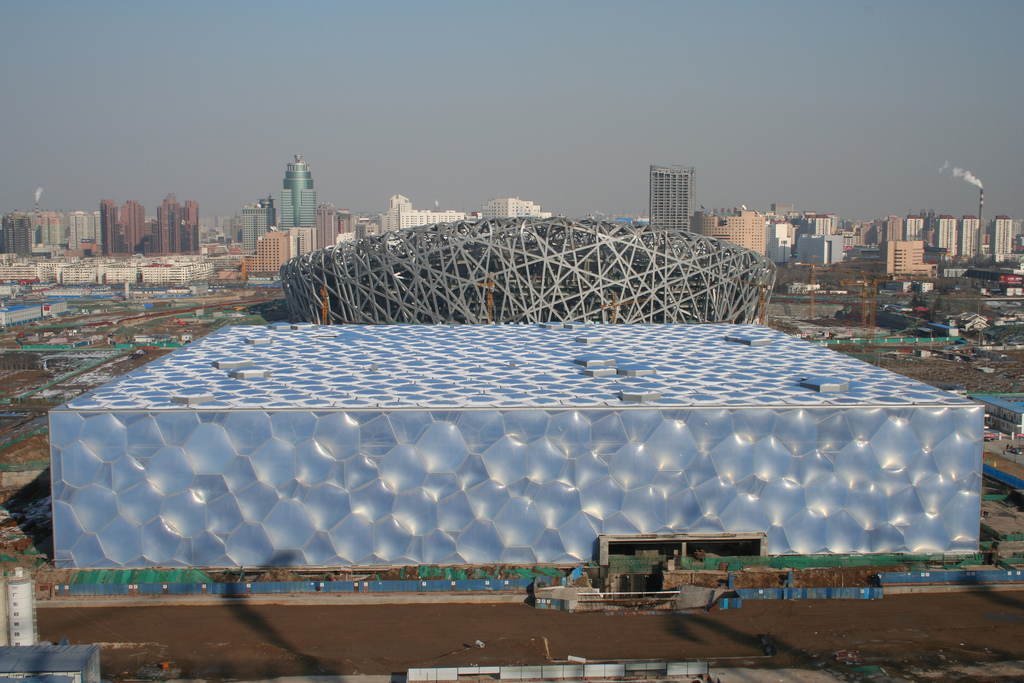
A Pekingi Nemzeti Vízi Központ – az olimpiai úszóversenyszámok helyszíne

Az uszodai versenyszámokat a Pekingi Nemzeti Vízi Központban rendezték meg.

## Összesített éremtáblázat
(Magyarország és a rendező nemzet csapata eltérő háttérszínnel, az egyes számoszlopok legmagasabb értéke vagy értékei vastagítással kiemelve.)
| A 2008. évi nyári olimpiai játékok éremtáblázata úszásban | A 2008. évi nyári olimpiai játékok éremtáblázata úszásban | A 2008. évi nyári olimpiai játékok éremtáblázata úszásban | A 2008. évi nyári olimpiai játékok éremtáblázata úszásban | A 2008. évi nyári olimpiai játékok éremtáblázata úszásban | Olimpia  |
| --------------------------------------------------------- | --------------------------------------------------------- | --------------------------------------------------------- | --------------------------------------------------------- | --------------------------------------------------------- | -------- |
|                                                           | Ország                                                    | Arany                                                     | Ezüst                                                     | Bronz                                                     | Összesen |
| 1.                                                        | Egyesült Államok (USA)                                    | 12                                                        | 9                                                         | 10                                                        | 31       |
| 2.                                                        | Ausztrália (AUS)                                          | 6                                                         | 6                                                         | 8                                                         | 20       |
| 3.                                                        | Nagy-Britannia (GBR)                                      | 2                                                         | 2                                                         | 2                                                         | 6        |
| 4.                                                        | Japán (JPN)                                               | 2                                                         | 0                                                         | 3                                                         | 5        |
| 5.                                                        | Németország (GER)                                         | 2                                                         | 0                                                         | 1                                                         | 3        |
| 6.                                                        | Hollandia (NED)                                           | 2                                                         | 0                                                         | 0                                                         | 2        |
| 7.                                                        | Kína (CHN)                                                | 1                                                         | 3                                                         | 2                                                         | 6        |
| 8.                                                        | Zimbabwe (ZIM)                                            | 1                                                         | 3                                                         | 0                                                         | 4        |
| 9.                                                        | Franciaország (FRA)                                       | 1                                                         | 2                                                         | 3                                                         | 6        |
| 10.                                                       | Oroszország (RUS)                                         | 1                                                         | 1                                                         | 2                                                         | 4        |
| 11.                                                       | Olaszország (ITA)                                         | 1                                                         | 1                                                         | 0                                                         | 2        |
| 11.                                                       | Dél-Korea (KOR)                                           | 1                                                         | 1                                                         | 0                                                         | 2        |
| 13.                                                       | Brazília (BRA)                                            | 1                                                         | 0                                                         | 1                                                         | 2        |
| 14.                                                       | Tunézia (TUN)                                             | 1                                                         | 0                                                         | 0                                                         | 1        |
|                                                           |                                                           |                                                           |                                                           |                                                           |          |
| 15.                                                       | Magyarország (HUN)                                        | 0                                                         | 3                                                         | 0                                                         | 3        |
| 16.                                                       | Norvégia (NOR)                                            | 0                                                         | 1                                                         | 1                                                         | 2        |
| 17.                                                       | Szlovénia (SLO)                                           | 0                                                         | 1                                                         | 0                                                         | 1        |
| 17.                                                       | Szerbia (SRB)                                             | 0                                                         | 1                                                         | 0                                                         | 1        |
|                                                           |                                                           |                                                           |                                                           |                                                           |          |
| 19.                                                       | Ausztria (AUT)                                            | 0                                                         | 0                                                         | 1                                                         | 1        |
| 19.                                                       | Kanada (CAN)                                              | 0                                                         | 0                                                         | 1                                                         | 1        |
| 19.                                                       | Dánia (DEN)                                               | 0                                                         | 0                                                         | 1                                                         | 1        |
|                                                           |                                                           |                                                           |                                                           |                                                           |          |
| Összesen                                                  | Összesen                                                  | 34                                                        | 34                                                        | 36                                                        | 104      |

## Férfi

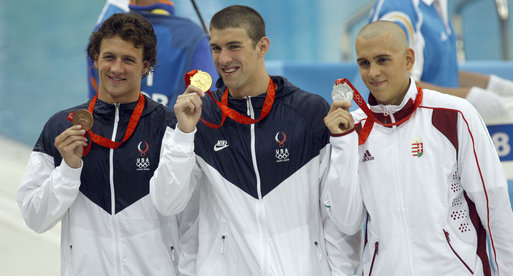
Ryan Lochte, Michael Phelps és Cseh László a 200 m vegyes eredményhirdetése után

### Éremtáblázat
| A 2008. évi nyári olimpiai játékok éremtáblázata férfi úszásban | A 2008. évi nyári olimpiai játékok éremtáblázata férfi úszásban | A 2008. évi nyári olimpiai játékok éremtáblázata férfi úszásban | A 2008. évi nyári olimpiai játékok éremtáblázata férfi úszásban | A 2008. évi nyári olimpiai játékok éremtáblázata férfi úszásban | Olimpia  |
| --------------------------------------------------------------- | --------------------------------------------------------------- | --------------------------------------------------------------- | --------------------------------------------------------------- | --------------------------------------------------------------- | -------- |
|                                                                 | Ország                                                          | Arany                                                           | Ezüst                                                           | Bronz                                                           | Összesen |
| 1.                                                              | Egyesült Államok (USA)                                          | 10                                                              | 2                                                               | 5                                                               | 17       |
| 2.                                                              | Japán (JPN)                                                     | 2                                                               | 0                                                               | 2                                                               | 4        |
| 3.                                                              | Franciaország (FRA)                                             | 1                                                               | 2                                                               | 3                                                               | 6        |
| 4.                                                              | Dél-Korea (KOR)                                                 | 1                                                               | 1                                                               | 0                                                               | 2        |
| 5.                                                              | Brazília (BRA)                                                  | 1                                                               | 0                                                               | 1                                                               | 2        |
| 6.                                                              | Hollandia (NED)                                                 | 1                                                               | 0                                                               | 0                                                               | 1        |
| 6.                                                              | Tunézia (TUN)                                                   | 1                                                               | 0                                                               | 0                                                               | 1        |
|                                                                 |                                                                 |                                                                 |                                                                 |                                                                 |          |
| 8.                                                              | Ausztrália (AUS)                                                | 0                                                               | 4                                                               | 4                                                               | 8        |
| 9.                                                              | Magyarország (HUN)                                              | 0                                                               | 3                                                               | 0                                                               | 3        |
| 10.                                                             | Oroszország (RUS)                                               | 0                                                               | 1                                                               | 2                                                               | 3        |
| 11.                                                             | Kína (CHN)                                                      | 0                                                               | 1                                                               | 0                                                               | 1        |
| 11.                                                             | Nagy-Britannia (GBR)                                            | 0                                                               | 1                                                               | 0                                                               | 1        |
| 11.                                                             | Norvégia (NOR)                                                  | 0                                                               | 1                                                               | 0                                                               | 1        |
| 11.                                                             | Szerbia (SRB)                                                   | 0                                                               | 1                                                               | 0                                                               | 1        |
|                                                                 |                                                                 |                                                                 |                                                                 |                                                                 |          |
| 15.                                                             | Kanada (CAN)                                                    | 0                                                               | 0                                                               | 1                                                               | 1        |
| 15.                                                             | Németország (GER)                                               | 0                                                               | 0                                                               | 1                                                               | 1        |
|                                                                 |                                                                 |                                                                 |                                                                 |                                                                 |          |
| Összesen                                                        | Összesen                                                        | 17                                                              | 17                                                              | 19                                                              | 53       |

### Érmesek
- WR – világrekord
- OR – olimpiai rekord

| A 2008. évi nyári olimpiai játékok érmesei férfi úszásban | |                                    | |            | |            |
| Versenyszám                                               | Arany | Arany                              | Ezüst | Ezüst      | Bronz | Bronz      |
| 50 m gyors                                                | César Cielo Filho · Brazília (BRA) | 21,30 OR, AM                       | Amaury Leveaux · Franciaország (FRA) | 21,45      | Alain Bernard · Franciaország (FRA)                                                                                     | 21,49      |
| 100 m gyors                                               | Alain Bernard · Franciaország (FRA) | 47,21                              | Eamon Sullivan · Ausztrália (AUS) | 47,32      | Jason Lezak · Egyesült Államok (USA)                                                                                    | 47,67      |
| 100 m gyors                                               | Alain Bernard · Franciaország (FRA) | 47,21                              | Eamon Sullivan · Ausztrália (AUS) | 47,32      | César Cielo Filho · Brazília (BRA)                                                                                      | 47,67      |
| 200 m gyors                                               | Michael Phelps · Egyesült Államok (USA) | 1:42,96 WR                         | Pak Thehvan (Park Taehwan) · Dél-Korea (KOR) | 1:44,85 AS | Peter Vanderkaay · Egyesült Államok (USA)                                                                               | 1:45,14    |
| 400 m gyors                                               | Pak Thehvan (Park Taehwan) · Dél-Korea (KOR) | 3:41,86 AS                         | Csang Lin (Zhang Lin) · Kína (CHN) | 3:42,44 NR | Larsen Jensen · Egyesült Államok (USA)                                                                                  | 3:42,78 AM |
| 1500 m gyors                                              | Uszáma el-Mellúli · Tunézia (TUN) | 14:40,84 AF                        | Grant Hackett · Ausztrália (AUS) | 14:41,53   | Ryan Cochrane · Kanada (CAN)                                                                                            | 14:42,69   |
| 100 m hát                                                 | Aaron Peirsol · Egyesült Államok (USA) |                                    | Matt Grevers · Egyesült Államok (USA) |            | Arkagyij Vjatcsanyin · Oroszország (RUS)                                                                                |            |
| 100 m hát                                                 | Aaron Peirsol · Egyesült Államok (USA) | Hayden Stoeckel · Ausztrália (AUS) | Matt Grevers · Egyesült Államok (USA) |            | |            |
| 200 m hát                                                 | Ryan Lochte · Egyesült Államok (USA) |                                    | Aaron Peirsol · Egyesült Államok (USA) |            | Arkagyij Vjatcsanyin · Oroszország (RUS)                                                                                |            |
| 100 m mell                                                | Kitadzsima Kószuke · Japán (JPN) |                                    | Alexander Dale Oen · Norvégia (NOR) |            | Hugues Duboscq · Franciaország (FRA)                                                                                    |            |
| 200 m mell                                                | Kitadzsima Kószuke · Japán (JPN) |                                    | Brenton Rickard · Ausztrália (AUS) |            | Hugues Duboscq · Franciaország (FRA)                                                                                    |            |
| 100 m pillangó                                            | Michael Phelps · Egyesült Államok (USA) |                                    | Milorad Čavić · Szerbia (SRB) |            | Andrew Lauterstein · Ausztrália (AUS)                                                                                   |            |
| 200 m pillangó                                            | Michael Phelps · Egyesült Államok (USA) |                                    | Cseh László · Magyarország (HUN) |            | Macuda Takesi · Japán (JPN)                                                                                             |            |
| 200 m vegyes                                              | Michael Phelps · Egyesült Államok (USA) |                                    | Cseh László · Magyarország (HUN) |            | Ryan Lochte · Egyesült Államok (USA)                                                                                    |            |
| 400 m vegyes                                              | Michael Phelps · Egyesült Államok (USA) |                                    | Cseh László · Magyarország (HUN) |            | Ryan Lochte · Egyesült Államok (USA)                                                                                    |            |
| 4 × 100 m gyors                                           | Egyesült Államok (USA) · Michael Phelps · Garrett Weber-Gale · Cullen Jones · Jason Lezak · Nathan Adrian* · Benjamin Wildman-Tobriner* · Matt Grevers*      | 3:08,24 WR                         | Franciaország (FRA) · Amaury Leveaux · Fabien Gilot · Frédérick Bousquet · Alain Bernard · Grégory Mallet* · Boris Steimetz*                                    | 3:08,32 ER | Ausztrália (AUS) · Eamon Sullivan · Andrew Lauterstein · Ashley Callus · Matt Targett · Leith Brodie* · Patrick Murphy* | 3:09,91 OC |
| 4 × 200 m gyors                                           | Egyesült Államok (USA) · Michael Phelps · Ryan Lochte · Ricky Berens · Peter Vanderkaay · David Walters* · Erik Vendt* · Klete Keller*                       | 6:58,56 WR                         | Oroszország (RUS) · Nyikita Lobincev · Jevgenyij Lagunov · Danyila Izotov · Alekszandr Szuhorukov · Mihail Poliscsuk*                                           | 7:03,70 ER | Ausztrália (AUS) · Patrick Murphy · Grant Hackett · Grant Brits · Nick Ffrost · Kirk Palmer* · Leith Brodie*            | 7:04,98    |
| 4 × 100 m vegyes                                          | Egyesült Államok (USA) · Aaron Peirsol · Brendan Hansen · Michael Phelps · Jason Lezak · Matt Grevers* · Mark Gangloff* · Ian Crocker* · Garrett Weber-Gale* | 3:29,34 WR                         | Ausztrália (AUS) · Hayden Stoeckel · Brenton Rickard · Andrew Lauterstein · Eamon Sullivan · Ashley Delaney* · Christian Sprenger* · Adam Pine* · Matt Targett* | 3:30,04 OC | Japán (JPN) · Mijasita Dzsunicsi · Kitadzsima Kószuke · Fudzsii Takuro · Szató Hiszajosi                                | 3:31,18 AS |
| 10 km nyílt vízi                                          | Maarten van der Weijden · Hollandia (NED) | 1:51:51,6                          | David Davies · Nagy-Britannia (GBR) | 1:51:53,1  | Tomas Lurz · Németország (GER)                                                                                          | 1:51:53,6  |

* - a versenyző az előfutamban vett részt, és kapott is érmet

## Női

### Éremtáblázat
| A 2008. évi nyári olimpiai játékok éremtáblázata női úszásban | A 2008. évi nyári olimpiai játékok éremtáblázata női úszásban | A 2008. évi nyári olimpiai játékok éremtáblázata női úszásban | A 2008. évi nyári olimpiai játékok éremtáblázata női úszásban | A 2008. évi nyári olimpiai játékok éremtáblázata női úszásban | Olimpia  |
| ------------------------------------------------------------- | ------------------------------------------------------------- | ------------------------------------------------------------- | ------------------------------------------------------------- | ------------------------------------------------------------- | -------- |
|                                                               | Ország                                                        | Arany                                                         | Ezüst                                                         | Bronz                                                         | Összesen |
| 1.                                                            | Ausztrália (AUS)                                              | 6                                                             | 2                                                             | 4                                                             | 12       |
| 2.                                                            | Egyesült Államok (USA)                                        | 2                                                             | 7                                                             | 5                                                             | 14       |
| 3.                                                            | Nagy-Britannia (GBR)                                          | 2                                                             | 1                                                             | 2                                                             | 5        |
| 4.                                                            | Németország (GER)                                             | 2                                                             | 0                                                             | 0                                                             | 2        |
| 5.                                                            | Zimbabwe (ZIM)                                                | 1                                                             | 3                                                             | 0                                                             | 4        |
| 6.                                                            | Kína (CHN)                                                    | 1                                                             | 2                                                             | 2                                                             | 5        |
| 7.                                                            | Olaszország (ITA)                                             | 1                                                             | 1                                                             | 0                                                             | 2        |
| 8.                                                            | Hollandia (NED)                                               | 1                                                             | 0                                                             | 0                                                             | 1        |
| 8.                                                            | Oroszország (RUS)                                             | 1                                                             | 0                                                             | 0                                                             | 1        |
|                                                               |                                                               |                                                               |                                                               |                                                               |          |
| 10.                                                           | Szlovénia (SLO)                                               | 0                                                             | 1                                                             | 0                                                             | 1        |
|                                                               |                                                               |                                                               |                                                               |                                                               |          |
| 11.                                                           | Ausztria (AUT)                                                | 0                                                             | 0                                                             | 1                                                             | 1        |
| 11.                                                           | Dánia (DEN)                                                   | 0                                                             | 0                                                             | 1                                                             | 1        |
| 11.                                                           | Japán (JPN)                                                   | 0                                                             | 0                                                             | 1                                                             | 1        |
| 11.                                                           | Norvégia (NOR)                                                | 0                                                             | 0                                                             | 1                                                             | 1        |
|                                                               |                                                               |                                                               |                                                               |                                                               |          |
| Összesen                                                      | Összesen                                                      | 17                                                            | 17                                                            | 17                                                            | 51       |

### Érmesek
| A 2008. évi nyári olimpiai játékok érmesei női úszásban | | | |
| Versenyszám                                             | Arany | Ezüst | Bronz |
| 50 m gyors                                              | Britta Steffen · Németország (GER) | Dara Torres · Egyesült Államok (USA) | Cate Campbell · Ausztrália (AUS) |
| 100 m gyors                                             | Britta Steffen · Németország (GER) | Lisbeth Trickett · Ausztrália (AUS) | Natalie Coughlin · Egyesült Államok (USA) |
| 200 m gyors                                             | Federica Pellegrini · Olaszország (ITA) | Sara Isakovič · Szlovénia (SLO) | Pang Csia-jing (Pang Jiaying) · Kína (CHN) |
| 400 m gyors                                             | Rebecca Adlington · Nagy-Britannia (GBR) | Katie Hoff · Egyesült Államok (USA) | Joanne Jackson · Nagy-Britannia (GBR) |
| 800 m gyors                                             | Rebecca Adlington · Nagy-Britannia (GBR) | Alessia Filippi · Olaszország (ITA) | Lotte Friis · Dánia (DEN) |
| 100 m hát                                               | Natalie Coughlin · Egyesült Államok (USA) | Kirsty Coventry · Zimbabwe (ZIM) | Margaret Hoelzer · Egyesült Államok (USA) |
| 200 m hát                                               | Kirsty Coventry · Zimbabwe (ZIM) | Margaret Hoelzer · Egyesült Államok (USA) | Nakamura Reiko · Japán (JPN) |
| 100 m mell                                              | Leisel Jones · Ausztrália (AUS) | Rebecca Soni · Egyesült Államok (USA) | Mirna Jukić · Ausztria (AUT) |
| 200 m mell                                              | Rebecca Soni · Egyesült Államok (USA) | Leisel Jones · Ausztrália (AUS) | Sara Nordenstam · Norvégia (NOR) |
| 100 m pillangó                                          | Lisbeth Trickett · Ausztrália (AUS) | Christine Magnuson · Egyesült Államok (USA) | Jessicah Schipper · Ausztrália (AUS) |
| 200 m pillangó                                          | Liu Ce-ko (Liu Zige) · Kína (CHN) | Csiao Liu-jang (Jiao Liuyang) · Kína (CHN) | Jessicah Schipper · Ausztrália (AUS) |
| 200 m vegyes                                            | Stephanie Rice · Ausztrália (AUS) | Kirsty Coventry · Zimbabwe (ZIM) | Natalie Coughlin · Egyesült Államok (USA) |
| 400 m vegyes                                            | Stephanie Rice · Ausztrália (AUS) | Kirsty Coventry · Zimbabwe (ZIM) | Katie Hoff · Egyesült Államok (USA) |
| 4 × 100 m gyors                                         | Hollandia (NED) · Inge Dekker · Ranomi Kromowidjojo · Femke Heemskerk · Marleen Veldhuis · Hinkelien Schreuder* · Manon van Rooijen*                              | Egyesült Államok (USA) · Natalie Coughlin · Lacey Nymeyer · Kara Lynn Joyce · Dara Torres · Emily Silver* · Julia Smit*                                                     | Ausztrália (AUS) · Cate Campbell · Alice Mills · Melanie Schlanger · Lisbeth Trickett · Shayne Reese*                                                  |
| 4 × 200 m gyors                                         | Ausztrália (AUS) · Stephanie Rice · Bronte Barratt · Kylie Palmer · Linda Mackenzie · Lara Davenport* · Felicity Galvez* · Angie Bainbridge* · Melanie Schlanger* | Kína (CHN) · Jang Jü (Yang Yu) · Csu Csien-vej (Zhu Qianwei) · Tan Miao · Pang Csia-jing (Pang Jiaying) · Tang Csing-cse (Tang Jingzhi)*                                    | Egyesült Államok (USA) · Allison Schmitt · Natalie Coughlin · Caroline Burckle · Katie Hoff · Christine Marshall* · Kim Vandenberg* · Julia Smit*      |
| 4 × 100 m vegyes                                        | Ausztrália (AUS) · Emily Seebohm (OC) · Leisel Jones · Jessicah Schipper · Lisbeth Trickett · Tarnee White* · Felicity Galvez* · Shayne Reese*                    | Egyesült Államok (USA) · Natalie Coughlin (AM) · Rebecca Soni · Christine Magnuson · Dara Torres · Margaret Hoelzer* · Megan Jendrick* · Elaine Breeden* · Kara Lynn Joyce* | Kína (CHN) · Csao Csing (Zhao Jing) · Szun Je (Sun Ye) · Csou Ja-fej (Zhou Yafei) · Pang Csia-jing (Pang Jiaying) · Hszü Tien-lung-ce (Xu Tianlongzi)* |
| 10 km nyílt vízi                                        | Larisza Ilcsenko · Oroszország (RUS) | Keri-Anne Payne · Nagy-Britannia (GBR) | Cassandra Pattea · Nagy-Britannia (GBR) |